# These Days (canción de Foo Fighters)
«These Days» es una canción de la banda estadounidense Foo Fighters, que fue lanzada como sencillo en 2011.
Pertenece al séptimo álbum Wasting Light, realizado por el productor Butch Vig.
El tema fue interpretado en vivo en Letterman Webcast 2011. Una de las primeras canciones del disco en escucharse por internet.
El 31 de enero de 2012 se lanzó el video de These Days. El video fue grabado en los conciertos realizados en Australia a finales de 2011. Este video se promocionó exclusivamente en Chile, Argentina y Brasil.
En el Festival de Reading de 2012 Dave Grohl dedicó la canción a Kurt Cobain y Krist Novoselic.

## Posición en las listas
| Lista (2011)                                             | Posición |
| -------------------------------------------------------- | -------- |
| Canadian Alternative Rock chart (America's Music Charts) | 4        |
| Canadian Active Rock chart (America's Music Charts)      | 9        |
| Canadian Hot 100 (Billboard)                             | 85       |
| US Alternative Songs (Billboard)                         | 28       |
| US Hot Mainstream Rock Tracks (Billboard)                | 32       |
| US Rock Songs (Billboard)                                | 17       |